# Stanislao Lepri
Stanislao Lepri, né à Rome le 12 juin 1905 et mort à Paris le 17 novembre 1980, est un peintre italien.
Il est proche du courant artistique du surréalisme.

## Biographie
Stanislao Lepri naît à Rome en 1905. Issu d'une famille d'aristocrates diplomates, il se forme et commence une carrière de consul d'Italie dans la principauté de Monaco, puis à Bruxelles. Sa vie prend un tout autre tournant lorsqu'il quitte son emploi pour se tourner vers l'art en 1942. Il réalise, ainsi, sa première exposition personnelle à la Galleria la Finestra à Rome, en 1946. Cette exposition lui permet de se positionner en tant que peintre inspiré par le mouvement du surréalisme, se rapprochant du style artistique de Leonor Fini, dont il est un admirateur. Il partage d'ailleurs sa vie avec elle et Konstanty Jeleński, et s'installe à Paris.
Le style de Stanislao Lepri s'inspire librement du théâtre pour concevoir ses œuvres. Sa peinture mélange fantastique, macabre et spiritualité et explore le métaphysique au travers de visions macabres et démoniaques.
Lepri est également scénographe et créateur de costumes pour le théâtre, il a notamment réalisé les scènes du Voyage aux états de la Lune de Savinien de Cyrano de Bergerac et, en 1950, les costumes de L'Armida à Florence pour le Maggio Fiorentino.
Stanislao Lepri meurt en 1980 à Paris. Ses œuvres sont exposées dans les institutions culturelles de New York, Paris et Rome.

La revue de la Galerie Raphaël Durazzo - N°7 Avril-Juin 2024

En 2024, Richard Overtsreet, a été le curateur de l’exposition Stanislao Lepri à la Galerie Raphaël Durazzo. Il a notamment contribué à l’écriture du catalogue d’exposition en apportant un texte inédit écrit par Stanislao Lepri s’intitulant Mémoires de Rhinocéros, Les itinéraires de mon imagination. Richard Overstreet nous explique que "Ces réflexions inédites de Stanislao Lepri sur sa vie et son oeuvre datent de 1977-1978, plusieurs années avant sa mort. J’ai trouvé les pages dactylographiées de ces textes glissées dans une enveloppe entre les pages d’une édition des mémoires d’Outre-tombe de Châteaubriand, le dernier livre que Stanislao Lepri a lu avant sa mort en 1980. » Extrait de la p.6 de La revue de la Galerie Raphael Durazzo, N°7 Avril-Juin 2024, Stanislao Lepri.

## Œuvres dans les collections publiques
- Bruxelles, musées royaux des Beaux-Arts de Belgique : Sans titre (Femme en haillons), 1947, encre de Chine, plume, lavis sur papier marouflé sur carton[6].
- New York, Museum of Modern Art : Banquet, 1945, tempéra sur contreplaqué[7].
- Paris :
  - musée d'Art moderne : Le Gué, 1962, huile sur toile[8].
  - musée national d'Art moderne : Portrait-de-l'oiseau-qui-n'existe-pas, 1956, encre de Chine sur papier[9].